# Субъект права
Субъе́кт пра́ва — это лицо, обладающее по праву способностью осуществлять субъективные права и юридические обязанности.
Субъектами права могут выступать:
- Государство[2];
- Физическое лицо — гражданин как носитель прав и обязанностей;
- Юридическое лицо — соответствующим образом зарегистрированная организация;
- Субъект международного права — участник международных отношений;
- Субъект международного частного права.